# Костница в Брно
Костница в Брно (чеш. Brněnská kostnice) — подземный оссуарий в центре Брно, частично под Костёлом святого Якуба.

## История
Начиная с XIII века на этом месте было кладбище, которое начало переполняться. В XVII веке была сооружена подземная костница, куда начали перемещать останки из старых могил, и заодно переместили останки с разрушенного кладбища возле Собора свв. Петра и Павла. В 1741 году костницу расширили. В 1784 году кладбище разрушили, а останки перенесли в оссуарий.
После разрушения кладбища, о существовании оссуария в Брно на долгое время забыли, и обнаружили его заново лишь в 2001 году, во время ремонтных работ. Предположительно, в костнице хранятся останки более 50.000 человек, что делает её вторым по размеру оссуарием в Европе сразу за Катакомбами Парижа.
Начиная с 2012 года костница открыта для посещения туристами.